# Jamal Lowe
Jamal Akua Lowe (Harrow, 21 luglio 1994) è un calciatore inglese naturalizzato giamaicano, attaccante dello Sheffield Weds e della nazionale giamaicana.

## Caratteristiche tecniche
È un'ala destra.

## Carriera

### Club
Cresciuto nel settore giovanile del Barnet, debutta in prima squadra il 25 agosto 2012 in occasione dell'incontro di Football League Two perso 3-1 contro lo York City; negli anni successivi viene ceduto più volte in prestito nelle serie dilettantistiche inglesi, dove continua a militare anche dopo la scadenza del contratto con il club arancio-nero nel 2015.
Il 28 ottobre 2016 viene acquistato dal Portsmouth facendo di fatto ritorno in un campionato professionistico; con i pompeys si ritaglia fin da subito un ruolo da protagonista, ottenendo la promozione in terza divisione nel 2016 e collezionando 29 reti in 119 presenze fra campionato e coppe nazionali nell'arco di due stagioni e mezza.
Il 1º agosto 2019 viene acquistato dal Wigan approdando per la prima volta in Championship; esordisce il 3 agosto 2019 giocando il match vinto 3-2 contro il Cardiff City ed anche qui si impone ben presto fra i titolari, segnando 6 reti in 46 presenze.
Al termine della stagione si trasferisce allo Swansea City.
Il 31 agosto 2021 viene ceduto a titolo definitivo al Bournemouth.

### Nazionale
Nel 2021, dopo avere giocato per la selezione C dell'Inghilterra, decide di rappresentare la Giamaica, con cui esordisce il 25 marzo dello stesso anno nell'amichevole persa 4-1 dai giamaicani contro gli Stati Uniti in cui lui ha realizzato la rete della sua squadra.

## Statistiche
Statistiche aggiornate al 29 maggio 2021.

### Presenze e reti nei club
| Stagione            | Squadra             | Campionato      | Campionato | Campionato | Coppe nazionali | Coppe nazionali | Coppe nazionali | Coppe continentali | Coppe continentali | Coppe continentali | Altre coppe | Altre coppe | Altre coppe | Totale | Totale | Totale |
| Stagione            | Squadra             | Comp            | Pres       | Reti       | Comp            | Pres            | Reti            | Comp               | Pres               | Reti               | Comp        | Pres        | Reti        | Pres   | Reti   |        |
| ------------------- | ------------------- | --------------- | ---------- | ---------- | --------------- | --------------- | --------------- | ------------------ | ------------------ | ------------------ | ----------- | ----------- | ----------- | ------ | ------ | ------ |
| 2012-dic. 2013      | Barnet              | FL2             | 8          | 0          | FACup+CdL       | 1+0             | 0               |                    | -                  | -                  | EFL Trophy  | 1           | 0           | 10     | 0      |        |
| dic. 2012-gen. 2013 | Hayes & Yeading Utd | FCS             | 3          | 3          | FACup           | 0               | 0               |                    | -                  | -                  |             | -           | -           | 3      | 3      |        |
| feb.-mar. 2013      | Boreham Wood        | FCS             | 3          | 0          | FACup           | 0               | 0               |                    | -                  | -                  |             | -           | -           | 3      | 0      |        |
| ago.-nov. 2013      | Hitchin Town        | 7D              | 13         | 1          | FACup           | 2               | 0               |                    | -                  | -                  |             | -           | -           | 15     | 1      |        |
| nov. 2013-gen. 2014 | St Albans City      | 7D              | 16         | 5          | FACup           | 0               | 0               |                    | -                  | -                  |             | -           | -           | 16     | 5      |        |
| feb.-mar. 2014      | Farnborough         | FCS             | 5          | 0          | FACup           | 0               | 0               |                    | -                  | -                  |             | -           | -           | 5      | 0      |        |
| mar.-giu. 2014      | Barnet              | NAT             | 3          | 0          | FACup           | 0               | 0               |                    | -                  | -                  |             | -           | -           | 3      | 0      |        |
| 2014-set. 2015      | Barnet              | NAT             | 2          | 0          | FACup           | 0               | 0               |                    | -                  | -                  |             | -           | -           | 2      | 0      |        |
| set.-nov. 2015      | Hemel H. Town       | FCS             | 9          | 2          | FACup           | 5               | 1               |                    | -                  | -                  |             | -           | -           | 14     | 3      |        |
| gen.-giu. 2015      | St Albans City      | FCS             | 14         | 1          | FACup           | 0               | 0               |                    | -                  | -                  |             | -           | -           | 14     | 1      |        |
| lug.-nov. 2015      | Hemel H. Town       | FCS             | 11         | 1          | FACup           | 3               | 0               |                    | -                  | -                  |             | -           | -           | 14     | 1      |        |
| nov. 2015-2016      | Hampton & Richmond  | 7D              | 26         | 14         | FACup           | 0               | 0               |                    | -                  | -                  |             | -           | -           | 26     | 14     |        |
| 2016-gen. 2017      | Hampton & Richmond  | FCS             | 22         | 15         | FACup           | 2               | 2               |                    | -                  | -                  |             | -           | -           | 24     | 17     |        |
| gen.-giu. 2017      | Portsmouth          | FL2             | 14         | 4          | FACup+CdL       | 0               | 0               |                    | -                  | -                  | EFL Trophy  | 0           | 0           | 14     | 4      |        |
| 2017-2018           | Portsmouth          | FL1             | 44         | 6          | FACup+CdL       | 1+0             | 0               |                    | -                  | -                  | EFL Trophy  | 5           | 2           | 50     | 8      |        |
| 2018-2019           | Portsmouth          | FL1             | 47         | 15         | FACup+CdL       | 4+1             | 1+0             |                    | -                  | -                  | EFL Trophy  | 3           | 1           | 55     | 17     |        |
| 2019-2020           | Wigan               | FLC             | 46         | 6          | FACup+CdL       | 1+1             | 0               |                    | -                  | -                  |             | -           | -           | 48     | 6      |        |
| 2020-2021           | Swansea City        | FLC             | 46         | 14         | FACup+CdL       | 2+1             | 0               |                    | -                  | -                  |             | -           | -           | 49     | 14     |        |
| Totale carriera     | Totale carriera     | Totale carriera | 332        | 87         |                 | 24              | 4               |                    | -                  | -                  |             | 9           | 3           | 365    | 94     |        |

### Cronologia presenze e reti in nazionale
| Cronologia completa delle presenze e delle reti in nazionale ― Giamaica | Cronologia completa delle presenze e delle reti in nazionale ― Giamaica | Cronologia completa delle presenze e delle reti in nazionale ― Giamaica | Cronologia completa delle presenze e delle reti in nazionale ― Giamaica | Cronologia completa delle presenze e delle reti in nazionale ― Giamaica | Cronologia completa delle presenze e delle reti in nazionale ― Giamaica | Cronologia completa delle presenze e delle reti in nazionale ― Giamaica | Cronologia completa delle presenze e delle reti in nazionale ― Giamaica |
| Data                                                                    | Città                                                                   | In casa                                                                 | Risultato                                                               | Ospiti                                                                  | Competizione                                                            | Reti                                                                    | Note                                                                    |
| ----------------------------------------------------------------------- | ----------------------------------------------------------------------- | ----------------------------------------------------------------------- | ----------------------------------------------------------------------- | ----------------------------------------------------------------------- | ----------------------------------------------------------------------- | ----------------------------------------------------------------------- | ----------------------------------------------------------------------- |
| 25-3-2021                                                               | Wiener Neustadt                                                         | Stati Uniti                                                             | 4 – 1                                                                   | Giamaica                                                                | Amichevole                                                              | 1                                                                       | 72’                                                                     |
| 8-10-2021                                                               | Austin                                                                  | Stati Uniti                                                             | 2 – 0                                                                   | Giamaica                                                                | Qual. Mondiali 2022                                                     | -                                                                       | 61’                                                                     |
| 11-10-2021                                                              | Kingston                                                                | Giamaica                                                                | 0 – 0                                                                   | Canada                                                                  | Qual. Mondiali 2022                                                     | -                                                                       | 74’                                                                     |
| 8-6-2022                                                                | Kingston                                                                | Giamaica                                                                | 3 – 1                                                                   | Suriname                                                                | CONCACAF Nations League 2022-2023 - 1º Turno                            | 1                                                                       | 75’                                                                     |
| 28-9-2022                                                               | Harrison                                                                | Giamaica                                                                | 0 – 3                                                                   | Argentina                                                               | Amichevole                                                              | -                                                                       | 88’                                                                     |
| 27-3-2023                                                               | Città del Messico                                                       | Messico                                                                 | 2 – 2                                                                   | Giamaica                                                                | CONCACAF Nations League 2022-2023 - 1º Turno                            | -                                                                       | 66’                                                                     |
| 21-3-2024                                                               | Arlington                                                               | Stati Uniti                                                             | 3 – 1 dts                                                               | Giamaica                                                                | CONCACAF Nations League 2023-2024 - Semifinale                          | -                                                                       |                                                                         |
| 6-9-2024                                                                | Kingston                                                                | Giamaica                                                                | 0 – 0                                                                   | Cuba                                                                    | CONCACAF Nations League 2024-2025 - 1º turno                            | -                                                                       | 58’                                                                     |
| 10-9-2024                                                               | Tegucigalpa                                                             | Honduras                                                                | 1 – 2                                                                   | Giamaica                                                                | CONCACAF Nations League 2024-2025 - 1º turno                            | -                                                                       | 84’                                                                     |
| Totale                                                                  |                                                                         | Presenze                                                                | 9                                                                       |                                                                         | Reti                                                                    | 2                                                                       |                                                                         |

## Palmarès

### Club

#### Competizioni nazionali
- English Football League Trophy: 1

Portsmouth: 2018-2019